# Austroraptus calcaratus
Austroraptus calcaratus är en havsspindelart som beskrevs av Gordon, I. 1944. Austroraptus calcaratus ingår i släktet Austroraptus och familjen Ammotheidae. Inga underarter finns listade.